# Gliese 876 b
Gliese 876 b je egzoplanet u orbiti oko zvijezde Gliese 876, za koju se procjenjuje da je udaljena 15,3 svjetlosnih godina. Prvi je otkriveni planet u tom sustavu.

## Vanjske poveznice
- extrasloar.net  Arhivirana inačica izvorne stranice od 10. listopada 2010. (Wayback Machine)